# Lacklaborant
Lacklaboranten sind Angestellte eines Labors und für die Produktentwicklung, Optimierung, Herstellung, Prüfung und Anwendung von Farben, Druckfarben und Lacken zuständig. Lacklaboranten arbeiten überwiegend bei lackherstellenden oder -verarbeitenden Unternehmen, aber auch in wissenschaftlichen Instituten.

## Geschichte
Der Beruf des Lacklaboranten ging in Deutschland 1951 aus dem Berufsbild des Chemielaboranten hervor, als erkannt wurde, dass die Entwicklungsarbeit in lackherstellenden Betrieben immer spezifischer wird und die Ausbildung zum Chemielaboranten nicht zielgerichtet genug für diesen Zweck ist. In der Schweiz wurde der Beruf 2008 eingeführt.

## Fachkenntnisse
Lacklaboranten sind Spezialisten für die Formulierung von Farben und Lacken, d. h., sie wissen, wie der jeweiligen Formulierung die geforderten Eigenschaften verliehen werden können. Neben der Formulierung selbst gehören dazu detaillierte Kenntnisse über lackspezifische Rohstoffe (Bindemittel, Härter, Pigmente, Füllstoffe, Lösemittel und Additive), Substrate (z. B. Holz, Metall oder Kunststoff), Lackherstellung, Prüfungen am flüssigen und ausgehärteten Lack und die Applikation (Verarbeitung).

## Einsatzgebiete
Lacklaboranten werden typischerweise in den folgenden Bereichen eines lackherstellenden Betriebes eingesetzt.

### Entwicklung (F&E)
In Entwicklungslaboren versucht man, neue Produkte mit neuen Eigenschaften zu entwickeln und alte z. B. zu verbessern. Eine heutzutage entscheidende Anforderung ist die Umsetzung neuer Regularien (VOC-Richtlinie, REACH). Zielsetzung ist hier, die Eigenschaften der ursprünglichen Rezeptur mit einer gesetzeskonformen neuen oder angepassten Formulierung nachzustellen.

### Koloristik und Farbmetrik
Koloristen beschäftigen sich mit der Einstellung der Farbe, sowohl bei der Erstellung der Formulierung im Labor, als auch bei der Nuancierung (Feineinstellung) von einzelnen Chargen in der Produktion. Die Beurteilung findet sowohl farbmetrisch als auch visuell statt.

### Qualitätssicherung und Analytik

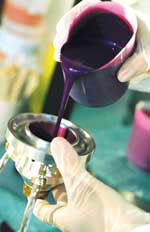
Auslaufbecher

Um die Qualität der hergestellten Produkte sicherzustellen, müssen aktuelle Produktionschargen regelmäßig geprüft und korrigiert werden.
Lacklaboranten, die in der Eingangskontrolle eingesetzt werden, stellen die Qualität der gelieferten Rohstoffe sicher. In analytischen Abteilungen eingesetzte Lacklaboranten untersuchen beispielsweise Konkurrenzmuster, Rohstoffe oder bei Reklamationen aufgetretene Fehlerbilder.

### Anwendungstechnik
Anwendungstechnische Abteilungen stellen die Bedingungen in lackverarbeitenden Betrieben nach. Das bedeutet, die im Labor hergestellten Formulierungen werden tiefergehend auf ihre Praxistauglichkeit untersucht oder Ursachen von Reklamationen werden ermittelt. Die Arbeit in diesem Bereich erfordert viel Erfahrung und wird daher eher von erfahrenen Lacklaboranten durchgeführt.

## Ausbildung
In Deutschland ist Lacklaborant/-in ein anerkannter Ausbildungsberuf nach dem Berufsbildungsgesetz (BBiG). Damit gehört der seit 1951 anerkannte Beruf zu den etablierten Lehrberufen. In der Schweiz wird ein lange Zeit mit deutschen Fachkräften behobener Mangel mit der Einführung der 2008 eingeführten Ausbildung zum Lacklaboranten EFZ, Fachrichtung Farbe und Lack behoben. Der erste Jahrgang umfasste 16 angehende Lacklaboranten aus der Schweiz und Liechtenstein.

### Deutschland
Die Ausbildung zum Lacklaborant dauert grundsätzlich 3,5 Jahre, kann aber auf drei Jahre verkürzt werden. Die Ausbildung besteht aus praktischem Arbeiten und theoretischem Unterricht in der Schule. Auch Sicherheitsaspekte sowie Umweltschutz und Gesundheitsschutz werden vermittelt.
Während der Ausbildung werden eine Zwischenprüfung (Gestreckte Abschlussprüfung Teil 1) und die Abschlussprüfung abgelegt. Beide Prüfungen setzen sich aus einem Theorieteil und zwei praxisbezogenen Teilen zusammen. Der Schwerpunkt des ersten praktischen Teils liegt auf analytischem Wissen wie z. B. Aschegehaltbestimmung, Ionennachweise, pH-Wert-Messungen und Titration, der des zweiten Teils auf dem erlernten praktischen Lackwissen. Dort lauten die Themen Herstellung eines Beschichtungsstoffes, Applikationstechnik, Lackprüfung sowie Farbmetrik.

### Schweiz
Alle in der Schweiz ausgebildeten Lacklaboranten erhalten den fachspezifischen Teil ihrer Ausbildung im gesamtschweizerischen Kompetenzzentrum in Winterthur. Dies unterscheidet die Ausbildung von der zum Chemielaboranten, die kantonal umgesetzt wird. Die Ausbildung in der Schweiz dauert einheitlich drei Jahre. Der Erwerb eines Englischdiploms ist integraler Bestandteil der Ausbildung. Fachlich unterscheidet sich die Ausbildung von der deutschen vor allem durch den Erwerb zusätzlicher Kenntnisse über Druckfarben.

## Weiterbildungsmöglichkeiten
Möglichkeiten zur Weiterbildung bestehen z. B. als Chemotechniker (zweijährige chemiebezogene Aus- und Weiterbildung an Berufskollegien) oder Farb- und Lacktechniker (zweijährige chemiebezogene Aus- und Weiterbildung). Die Ausbildung zum Chemotechniker ist in Deutschland auch berufsbegleitend möglich (Dauer: 4 Jahre).
Für Absolventen mit Fachhochschulreife besteht die Möglichkeit, sich zum Lackingenieur weiterzubilden. Diese Ausbildung wird nur an wenigen Hochschulen (in Deutschland an der Hochschule Niederrhein und der Hochschule Esslingen) angeboten.